# Pierre Fauchard Academy
Die Pierre Fauchard Academy ist eine ehrenamtlich geführte, gemeinnützige zahnärztliche Organisation, die im Jahr 1936 von Elmer S. Best, einem Zahnarzt aus Minnesota gegründet wurde. Zielsetzung ist die Unabhängigkeit von kommerziellen Interessen in der zahnmedizinischen Forschung und bei deren Publikationen. Elmer Best war bestrebt, die professionellen Standards anzuheben. Die Akademie ist nach Pierre Fauchard (1678–1761) benannt, einem französischen Zahnarzt, der als der „Vater der modernen Zahnheilkunde“ gilt. Fauchard schrieb ein Buch mit dem Titel Le Chirurgien dentiste, ou Traité des dents, das erste zahnmedizinische Lehrbuch der Neuzeit.

## Satzung
Die Satzung der Pierre Fauchard Academy ist auf den Zielen von Elmer Best aufgebaut und richtet ihren Fokus auf Integrität und Ethik der Zahnärzte. Ein vorrangiges Ziel zum Zeitpunkt ihrer Gründung ist, die Unabhängigkeit der wissenschaftlichen Veröffentlichungen zu bewahren.

## Organisation
Die Pierre Fauchard Academy besteht derzeit aus mehr als 8.000 sog. Fellows, die in 120 Sektionen organisiert sind. Davon befinden sich 55 in den Vereinigten Staaten und 65 in Ländern Südamerikas, Europas, Asiens und Australiens. Die Mitglieder sind Zahnärzte, die zu den herausragenden Persönlichkeiten in den verschiedenen Bereichen der Zahnmedizin zählen. Die Mitgliedschaft ist nur auf Einladung möglich und muss von der Sektion befürwortet werden, in der der Zahnarzt residiert. Die Akademie wird verwaltet durch ein Kuratorium, bestehend aus vier Vorstandsmitgliedern und zehn Verwaltungsräten aus der ganzen Welt. Jede Sektion wählt neben dem Vorsitzenden weitere Vorstandsmitglieder. Die Geschäftsstelle der Akademie befindet sich in Logan, Utah, USA. Amtierender Präsident ist Michael W. Schafhauser. Sektionschef für Deutschland ist Samireh Nikolakakos, für die Schweiz Roland A. Söllner und für Österreich Rudolf Slavicek (Stand: 2016).

## Historische Aufbereitung

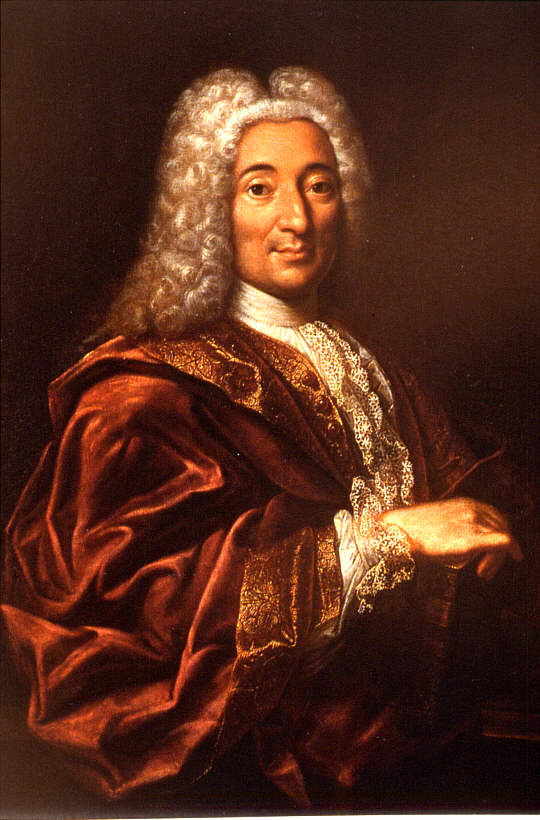
Pierre Fauchard, der Namensgeber der Akademie (Farbstich von J. Le. Bel)

Ein Teil der Arbeit der Akademie ist die historische Aufbereitung der Zahnheilkunde. Hierzu werden Lebensläufe der wichtigsten Protagonisten und Forscher der Zahnmedizin abgebildet.

## Ehrungen
Die Pierre Fauchard Academy unterhält eine „Hall of Fame of Dentistry“ (Ruhmeshalle), in die die wichtigsten Forscher auf dem Gebiet der Zahnheilkunde aufgenommen werden. Daneben verleiht sie jährlich Auszeichnungen, unter anderem den Fauchard Gold Medal Award, den Elmer S. Best Award, den Presidential Award of Excellence, Auszeichnungen für besondere Verdienste sowie Ehrenmitgliedschaften.

### Elmer S. Best Award
Diese Auszeichnung, die 1962 eingeführt wurde, wird nur an verdiente Zahnärzte verliehen, die außerhalb den USA residieren.
- Bisher erhielten drei Zahnärzte aus Deutschland die Auszeichnung:
  - 1992 – Horst-Wolfgang Haase
  - 1978 – Rolf Braun
  - 1968 – Ewald Harndt
- Die Preisträger aus der Schweiz:
  - 2008 – Carlo P. Marinello
  - 1975 – Hans Friehofer
  - 1971 – Louis J. Baume

## Publikationen
Die Akademie gibt zweimonatlich die Fachzeitschriften Dental World und Dental Abstracts heraus.

## Stiftung
Die Akademie unterhält die Oral Health Foundation, die Projekte unterstützt, die sich der zahnärztlichen Forschung widmen.